# Eupithecia gelinaria
Eupithecia gelinaria är en fjärilsart som beskrevs av D.Lucas 1907. Eupithecia gelinaria ingår i släktet Eupithecia och familjen mätare. Inga underarter finns listade i Catalogue of Life.